# ALT (Album)
ALT ist das zwölfte Studioalbum der britischen Progressive-Rock-Band Van der Graaf Generator, das am 25. Juni 2012 bei Esoteric Recordings erschienen ist. Es enthält ausschließlich instrumentale, improvisierte Titel, die während der Aufnahmen zu Present eingespielt wurden und zum Teil unvollendet sind.

## Musikstil
ALT enthält Mitschnitte von Stücken, die die Band während der Aufnahmen zu ihrem Reunion-Album Present gemacht wurden und ursprünglich nicht zur Veröffentlichung auf einem Album vorgesehen waren. Obwohl insbesondere Bandleader Peter Hammill betonte, dass es sich nicht um ein gewöhnliches Album handelt, wurde es von einigen als solches rezensiert oder es wurde versucht, dies zu tun. Die Musik hat experimentellen Charakter und erinnert an den Stil der deutschen Band Popol Vuh.
Das Album erschien auf Compact Disc mit 14 Titeln und als Limited-Edition-Schallplatte, wobei die LP nur neun Titel in geänderter Reihenfolge enthielt.
Der Eröffnungstitel Earlybird hat die Moskauer Kunstkritikerin Irina Kulik zur Gründung des gemeinnützigen Umweltkunstprojekt Earlybird-Projekt inspiriert, welches gemeinsam mit dem italienisch-russischen Künstler Vladislav Shabalin und Van der Graaf Generator getragen wird.

## Titelliste
Alle Titel wurden von Hugh Banton, Guy Evans und Peter Hammill geschrieben.

### CD-Edition
1. Earlybird – 4:01
2. Extractus – 1:39
3. Sackbutt – 1:54
4. Colossus – 6:33
5. Batty Loop – 1:11
6. Splendid – 3:46
7. Repeat After Me – 7:37
8. Elsewhere – 4:17
9. Here's One I Made Earlier – 5:41
10. Midnite or So – 3:32
11. D'Accord – 2:25
12. Mackerel Ate Them – 4:47
13. Tuesday, The Riff – 2:42
14. Dronus – 10:37

### Vinyl-Edition

#### Seite A
1. Colossus
2. Repeat After Me
3. Earlybird
4. Elsewhere
5. loop J 2

#### Seitge B
1. D'Accord
2. Mackerel Ate Them
3. Here's one I Made Earlier
4. Dronus

## Besetzung
- Peter Hammill: Gitarren, Keyboard
- Hugh Banton: Orgel, Bass, Basspedal
- Guy Evans: Schlagzeug